# Сєверний (Багратіоновський район)
Сєверний (рос. Северный) — селище Багратіоновського району, Калінінградської області Росії. Входить до складу Нівенського сільського поселення.
Населення —  1067 осіб (2015 рік). 